# ملعب فازكين سركيسيان الجمهوري
ملعب فازكين سركيسيان الجمهوري (بالأرمينية: Վազգեն Սարգսյանի անվան Հանրապետական մարզադաշտ) أو ملعب الجمهوريين (الأرمينية: Հանրապետական մարզադաշտ) هو ملعب متعدد الاستخدام يقع في 65 شارع فاردانانتس في يريفان عاصمة أرمينيا . غالبا ما يتم استخدامه لمباريات كرة القدم . يسع الملعب لجلوس 14,403 متفرج . يعتبر الملعب الرسمي الذي يخوض فيه منتخب أرمينيا مبارياته الدولية. تم افتتاح الملعب في سنة 1935 . تبلغ سعة الاستاد 14403 مقعدًا.

## تاريخه

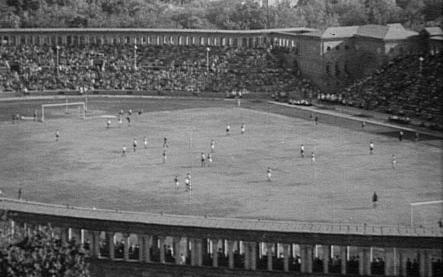
الملعب في القرن العشرين

بني الملعب بين عامي 1933 و 1935. تم افتتاحه رسميا في عام 1935 و كان اسمه آن ذاك ملعب دينامو. تم تنفيذ تطورات أخرى في عام 1953 ، بعد نهاية الحرب العالمية الثانية.
في عام 1999 ، بعد عملية تجديد كبيرة ثانية تكلفتها بلغت أكثر من 3 ملايين دولار أمريكي، تم تغيير الاسم إلى الملعب الجمهوري (أو ملعب هانرابيتاكن). كان من المتوقع إجراء هذا التجديد في عام 1995 ، لكن العملية تأخرت بسبب الصعوبات المالية التي حلت بمساعدة مالية من اللجنة التنفيذية للاتحاد الأوروبي . و الهدف الرئيسي منها هو تطوير البنية التحتية والمقاعد والعديد من المرافق الأخرى
في 28 ديسمبر 1999 ، بعد اغتيال رئيس وزراء أرمينيا السابق فازين سركسيان ، تم تغيير اسم الاستاد رسميا بموجب مرسوم رئاسي إلى ملعب فازين سارجسيان الجمهوري. كان فازجن سركسيان قائدًا للقوات الأرمينية خلال حرب ناغورني كاراباخ وشغل منصب وزير الدفاع من 1995 إلى 1999 ورئيسًا للوزراء من يونيو إلى 27 أكتوبر 1999 ، عندما اغتيل هو ومسؤولون آخرون في إطلاق النار على البرلمان الأرمني. .
يستخدم حاليا لمباريات كرة القدم ، وهو الملعب الرئيسي للفريق الوطني الأرميني وكذلك نادي كرة القدم المحلي أوليسساس المنتمي للدوري الأرمني الممتاز.
تم إجراء عملية تجديد رئيسية أخرى في عام 2008 من قبل الشركة الإسرائيلية غرين دايفرست ل ت د استبدلت لأرضية الملعب فيها بالكامل بسطح حديث ، وتم إصلاح قسم الشخصيات الهامة و ركبت أنظمة أمنية حديثة لتلبية معايي اتحاد جمعيات كرة القدم الأوروبية. بحلول نهاية أغسطس 2008 ، صار الملعب على استعداد لاستضافة المباريات في حلته الجديدة. لكن نتيجة تجهيز أقسام جديدة للشخصيات المهمة، تم تخفيض سعة المقاعد من 14،968 إلى 14،403.

## أرقام الحضور
- 11 أكتوبر 2003 ، التصفيات المؤهلة لنهائيات كأس الامم الأوروبية 2004 المجموعة السادسة: أرمينيا 0-4 أسبانيا ، 16000 متفرج.
- 22 أغسطس 2007 ، التصفيات المؤهلة لنهائيات كأس الامم الأوروبية 2008 المجموعة أ: أرمينيا 1-1 البرتغال ، أ. 15550 متفرج.
- 13 يونيو 2015 ، التصفيات المؤهلة لنهائيات كأس الامم الأوروبية 2016 للمجموعة الأولى: أرمينيا 2-3 البرتغال ، 14527 متفرج.
- 7 أكتوبر 2011 ، التصفيات لنهائيات كأس الامم الأوروبية 2012 المجموعة الثانية: أرمينيا 4-1 مقدونيا ، 14403 متفرج.
- 12 أكتوبر 2012 ، تصفيات كأس العالم 2014 المجموعة الثانية: أرمينيا 0-3 جمهورية التشيك ، 14403متفرج.
- 26 مارس 2011 ، التصفيات المؤهلة لنهائيات المؤهلة لنهائيات كأس الامم الأوروبية 2012 المجموعة الثانية: أرمينيا 0-0 روسيا ، 14400 متفرج.

## معرض صور

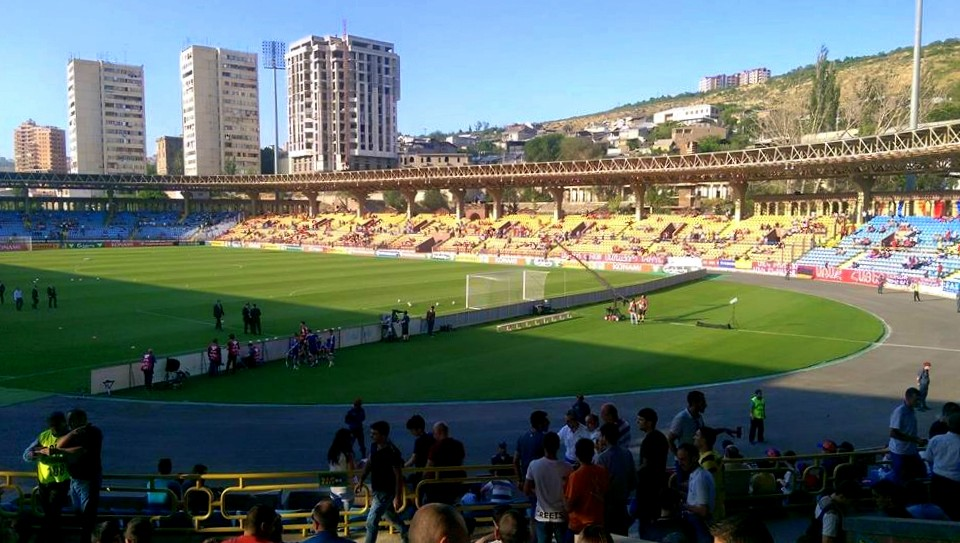
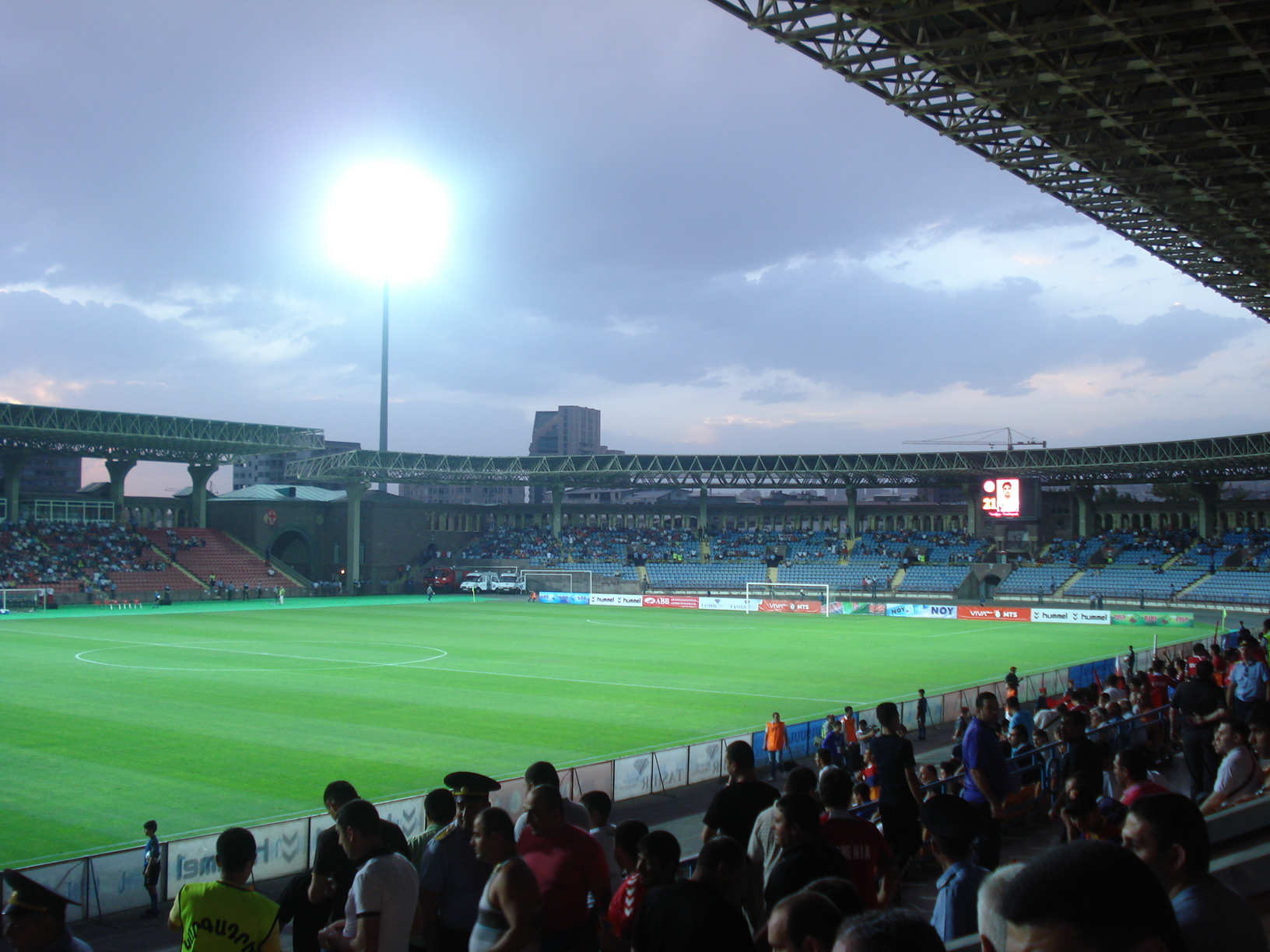
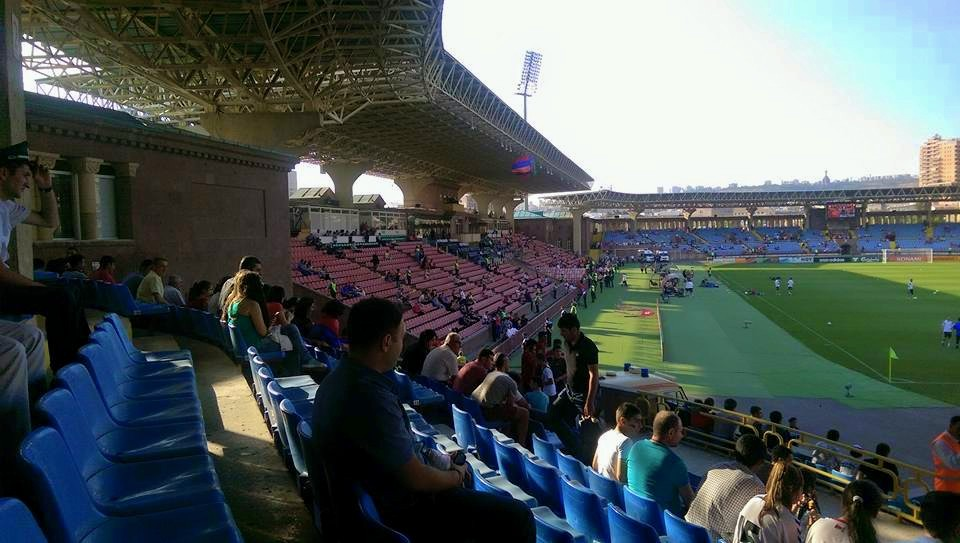
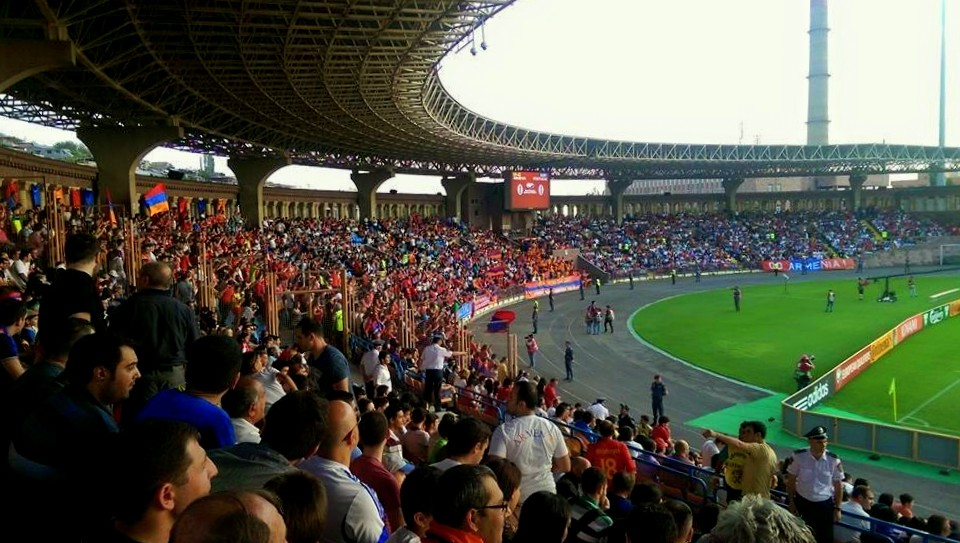